# Fokker D.XXI
Fokker D.XXI er et etsædet jagerfly udviklet af Fokker i 1935 som svar på et krav om et billigt, moderne jagerfly til brug i Royal Netherlands East Indies Army Air Force (Militaire Luchtvaart van het Koninklijk Nederlands-Indisch Leger, ML-KNIL).
Flyet var lille og robust, og havde for tiden ganske respektable egenskaber. Det trådte i tjeneste umiddelbart inden og under begyndelsen af 2. verdenskrig, og ydede pålidelig tjeneste for både Luchtvaartafdeling (Den Hollandske Hærs Flyvetjeneste) og det finske luftvåben, og nogle få nåede at blive licensbygget af El Carmolí-fabrikken før den faldt i hænderne på Francos fascister under den Spanske Borgerkrig.

## Design og udvikling
D.XXI var et lavvinget monoplan og havde et fast halehjulsunderstel med strømlinet beklædning. Udviklingen startede i 1935 med særligt henblik på den hollandsk-ostindiske hærs flyvetjeneste. Flyets designer var Erich Schatzki. Designet fulgte Fokkers daværende standard, og flystellet havde en krop af lærredsklædte stålrør og selvbærende ("cantilever") vinger, hovedsageligt af træ. Motoren var en ni-cylindret Bristol Mercury stjernemotor, som var forsynet med en trebladet propel med to-trins variabel stigning.
Da flyet trådte i tjeneste i 1938, var det et betydeligt skridt fremad for det hollandske Luftforsvar, som indtil da havde en jagerstyrke bestående af bedagede biplaner med åbne cockpits. Den nye Fokker viste sig at være en særdeles robust konstruktion, og i stand til at opnå en hastighed på 700 km/t i et dyk.
Både Finland og Danmark købte rettigheder til licensproduktion.

## Operationel historie
I 1936 blev enkelte Fokker D.XXI benyttet af den Spanske Republik under borgerkrigen.
Selvom den oprindelige ordre på fly til de oversøiske besiddelser blev annulleret, bestilte Luchtvaartafdeling (Den Hollandske Hærs Flyverafdeling før 2. verdenskrig) 36 fly, som alle blev leveret i tide til at deltage i krigen mod Tyskland i maj 1940. Selv om Fokker D.XXI var betydeligt langsommere og lettere bevæbnet end en Messerschmitt Bf 109, klarede den sig overraskende godt i luftkamp, på grund af dens store manøvreevne. Det var også et af de få fly, der kunne følge en Stuka i et dyk. Ikke desto mindre gjorde Luchtvaartafdelings talmæssige underlegenhed over for Luftwaffe, at de fleste hollandske D.XXI jagere blev ødelagt. Nogle blev taget som krigsbytte den 15. maj, men deres skæbne er ukendt fra dette tidspunkt.
Fokker D.XXI klarede sig bedre og gennem længere tid i hænderne på Finlands Luftvåben, som havde erhvervet et antal licens-byggede jagere før udbruddet af Vinterkrigen. Fokkeren var mere jævnbyrdig med Sovjetunionens luftvåben's fly, og dens robuste design med stjernemotor og fast understel gjorde den særdeles velegnet til finske forhold. Senere i krigen, med fremkomsten af nyere sovjetiske jagere, viste Fokker D.XXI sig at have for ringe motorkraft og for let bevæbning (med kun fire 7.92 mm/.312 in maskingeværer) til at være konkurrencedygtig. Planer om at bevæbne Fokkeren med 20 mm kanoner blev droppet, og kun én jager blev kanonbevæbnet (to 20 mm kanoner og to 7.92 mm/.312 in maskingeværer). En anden jager blev forsøgt udrustet med optrækkeligt understel, men da flyets egenskaber blev forbedret mindre end forventet, blev det ved forsøget. Under Fortsættelseskrigen (1941–44) byggede den finske stats flyvemaskinefabrik (Valtion Lentokonetehdas, VL) cirka 50 stk. D.XXI med en svensk licensbygget Pratt & Whitney R-1535 Twin Wasp Junior eftersom de normale Bristol Mercury var en mangelvare. Disse fly kan genkendes på en længere cockpit hood, en glat motorhjelm, og et stort luftindtag nedenunder denne. Det faste understel fungerede glimrende sammen med primitive landingsbaner, og kunne let konverteres til ski til vinterbrug, begge dele til stor fordel i det Finske operationsområde.
Adskillige finske piloter fik status som flyver-es i Fokker D.XXI. Det største Fokker-es var Jorma Sarvanto, som scorede 12 5/6 luftsejre i denne flytype. Mange andre fremtidige esser scorede mindst én sejr med Fokkeren. Det højest scorende fly havde stelnummer FK-110, med 10 sejre. Flyet overlevede krigen og er nu udstillet på Det Finske Luftvåbens Museum (finsk: Suomen Ilmavoimamuseo).

Den 29. april 1938 modtog Hærens Flyvertropper to stk. D.XXI, J-41 og J-42, som blev fløjet hertil fra Amsterdam af Kaptajn C.C. Larsen og Kaptajnløjtnant H.J. Pagh. Derudover byggede Flyvertroppernes Værksteder på Kløvermarken yderligere 10 stk. på licens, J-43 til J-52. D.XXI blev i Danmark kaldt 'IIIJ' for 'Jagerfly nr.3'. De danske fly var forsynet med en sværere bevæbning end samtlige andre D.XXI, hvert fly var udrustet med 2 stk. 8mm Madsen maskingeværer og 2 stk. 20mm Madsen maskinkanoner. Derudover kunne de medbringe 100 kg bomber.
Danmark købte flyet, fordi de fly, der var i tjeneste hos Hærens Flyvertropper på det tidspunkt, var forældede. Desuden var det ved at trække op til en storkonflikt i Europa. De danske fly var helt uden bemaling og fremstod i bar aluminium indtil sommeren 1939. Derefter blev de kamuflagemalet grøn og sandfarvet på oversiden og lysegrå på undersiden. Alle flyene tilhørte 2. Eskadrille under Jydske Flyverafdeling, men var fast stationeret i Værløselejren ved København.
Alle de danske fly blev svært beskadiget på jorden 9. april 1940 under Operation Weserübung, men blev repareret igen. På grund af det militære flyveforbud under besættelsen, blev flyene opmagasineret på Kløvermarken. Efter Augustoprøret og regeringens afgang den 29. august 1943 overtog tyskerne det danske militære materiel, og fra dette tidspunkt er flyenes skæbne ukendt. Efter krigen blev finnerne forespurgt om de havde modtaget de danske fly, men de kunne oplyse at de kun havde benyttet flyene fra fabrikken i Tammersfors.

## Varianter
D.XXIPrototype, serie no. FD-322
D.XXI-1'Mønster' fly, leveret til Danmark. 3 stk bygget forsynet med en 645 hk (481 kW) Bristol Mercury VIS motorer. Bevæbnet med 2x 8 mm (0,315 in) maskingeværer og 2x 20 mm (0,787 in) Madsen maskinkanoner.
D.XXI-1Produktionsfly bygget af Royal Army Aircraft Factory, ti af dem forsynet med 830 hk (619 kW) Bristol Mercury VIII motorer.
D.XXI-253 stk. bygget, de 36 blev leveret til det Hollandske Luftvåben.
D.XXI-3Finsk licens-byggede D.XXI-2. 38 stk. bygget.
D.XXI-4Opgraderet D.XXI-3, forsynet med 825 hk (615 kW) Pratt & Whitney R-1535-SB4C-G Twin Wasp Junior motorer. 50 stk. bygget.
D.XXI-5Opgraderet D.XXI-4, forsynet med 920 hk (686 kW) Bristol Pegasus stjernemotorer. 5 stk. bygget.
Projekt 150Planlagt version, forsynet med en Bristol Hercules stjernemotor. Ikke bygget.
Projekt 151Planlagt version, forsynet med en Rolls-Royce Merlin motor. Ikke bygget.
Projekt 152Planlagt version, forsynet med en Daimler-Benz DB 600H motor. Ikke bygget.

## Operatører
Danmark
- Hærens Flyvertropper[5] modtog tre fly[6] og byggede yderligere ti på licens. Kendt som IIIJ ("Tredje jagerfly")[7]

 Finland
- Finlands Luftvåben (Finnish Air Force(FAF eller FiAF) finsk: Ilmavoimat) modtog 7 fly, og byggede yderligere 93 på licens.

 Nazi Tyskland
- Nazitysklands luftvåben (Luftwaffe) - benyttede et ukendt antal erobrede Hollandske fly. Har muligvis også benyttet de forsvundne danske fly.

 Holland
- Den Hollandske Hærs Flyverafdeling (Luchtvaartafdeeling) modtog 36 fly.

 Spanske Republik
- Den Spanske Republiks Luftvåben (Fuerzas Aéreas de la República Española, FARE) - data særdeles usikre. Har muligvis bygget et fly på licens.

## Udstillede fly
- Det Finske Luftvåbens Museum (finsk: Suomen Ilmavoimamuseo) har FR-110 udstillet. Flyet er blevet restaureret med dele fra FR-81 og FR-137.
- Det Militære Flymuseum (Hollandsk: Militaire Luchtvaart Museum) har en replica malet i KLu's farver.

## Specifikationer (D.XXI - Finsk version)
| Reference =              |                                                                 |
| Besætning:               | 1 pilot                                                         |
| Længde:                  | 8,20 m                                                          |
| Højde:                   | 2,95 m                                                          |
| Spændvidde:              | 11,00 m                                                         |
| Vingeareal:              | 16,2 m²                                                         |
| Tomvægt:                 | 1.450 kg                                                        |
| Max. takeoff vægt:       | 2.050 kg                                                        |
| Motor:                   | 1 stk. Bristol Mercury VIII luftkølet, 9-cylindret stjernemotor |
| Motoreffekt:             | 619 kW (830 hk)                                                 |
| Max. fart:               | 460 km/t                                                        |
| Marchfart:               | 429 km/t                                                        |
| Absolut Max. fart (VNE): | 700 km/t                                                        |
| Rækkevidde:              | 930 km                                                          |
| Max.flyvehøjde:          | 11.350 m                                                        |
| Tid til 6.000 m:         | 7 min 30 sek.                                                   |
| Effekt/masse:            | 0.309 kW/kg                                                     |
| Bevæbning:               | 4 × 7,7 mm (0,303 in) Vickers maskingeværer                     |